# 狭穂彦王
狭穂彦王（さほひこのみこ、生年不詳 - 垂仁天皇5年10月）とは、記紀における皇族（王族）。『日本書紀』では狭穂彦王、『古事記』では沙本毘古王（さほびこのみこ）。

## 概要
『記紀』には垂仁天皇5年に妹の狭穂姫命に天皇暗殺を試みさせるが失敗。叛乱を興すものの、追い詰められ兄妹ともに稲城の中で自殺する。この「狭穂彦王の叛乱」は、『古事記』における最も物語性の高い記述とされる。

## 系譜
系譜は『古事記』における記述が最も詳しく、同書によると彦坐王の子で開化天皇の孫に当たるとされる。母は春日建国勝戸売の娘である沙本之大闇見戸売で、同母の兄弟に葛野別・近淡海蚊野別の祖・袁邪本王、若狭耳別の祖・室毘古王、垂仁天皇皇后の狭穂姫命がいる。